# Саиновка
Саиновка — село в Тоцком районе Оренбургской области России. Административный центр и единственный населённый пункт Саиновского сельсовета.

## География
Село находится в западной части Оренбургской области, в пределах юго-восточной части Восточно-Европейской равнины, в степной зоне, на левом берегу реки Бузулук, на расстоянии примерно 45 километров (по прямой) к юго-западу от села Тоцкого. Абсолютная высота — 113 метров над уровнем моря.
Климат
Климат характеризуется как резко континентальный с продолжительной морозной зимой и относительно коротким жарким сухим летом. Среднегодовая температура составляет 3 °C. Средняя температура воздуха самого тёплого месяца (июля) — 26,9 °C (абсолютный максимум — 42 °C); самого холодного (января) — −13,3 °C (абсолютный минимум — −43 °C). Среднегодовое количество атмосферных осадков не превышает 350—400 мм.
Часовой пояс
Село Саиновка, как и вся Оренбургская область, находится в часовой зоне МСК+2. Смещение применяемого времени относительно UTC составляет +5:00.

## Население
| 2010 | 2012 | 2013 | 2014 | 2015 | 2016 | 2017 |
| ---- | ---- | ---- | ---- | ---- | ---- | ---- |
| 210  | ↘197 | ↘188 | ↘174 | ↘164 | ↗166 | ↘148 |
| 2018 | 2019 | 2020 | 2021 |      |      |      |
| ↘137 | ↘131 | ↘124 | ↘111 |      |      |      |

Гендерный состав
По данным Всероссийской переписи населения 2010 года в гендерной структуре населения мужчины составляли 43,8 %, женщины — соответственно 56,2 %.
Национальный состав
Согласно результатам переписи 2002 года, в национальной структуре населения татары составляли 95 % из 319 чел.